# رجل الماراثون (فلم)
رجل الماراثون (بالإنجليزية: Marathon Man) هو فيلم تجسس إثارة أمريكي تم إنتاجه في سنة 1976 وهو من إخراج جون شليسنغر وبطولة داستين هوفمان ولورنس أوليفيه وروي شايدر ووليام ديفين ومارت كيلر، الفيلم مأخوذ من رواية لويليام غولدمان بنفس الاسم، أحداث الفلم تقع أثناء الحرب العالمية الثانية حيث يتمكن رجل إسمه توماس ليفي يهودي يعيش في نيويورك من كشف مؤامرة من عدد من المسؤولين الأمريكيين يدعمون ألمانيا النازية سراً بسبب كونهم معادين للسامية وثم يحاول أن يكشفهم لكنه يواجه صعوبات منهم. الفيلم لاق نقد إيجابي وترشح أولفييه لنيل جائزة الأوسكار لأفضل ممثل مساعد.

## البطولة
- دستن هوفمان بدور توماس ليفي
- لورنس أوليفيه بدور الدكتور كرستيان جيل
- روي شايدر بدور هنري ليفي
- وليام ديفين بدور بيتر جينواي
- مارت كيلر بدور إيلسا أوسل
- ريتشارد برايت بدور كارل
- مارك لورانس بدور إيرهارد
- تيتو غويا بدور ميلينديز
- فريتز ويفر بدور البروفيسور بايسنثال
- جاك مارين بدور ليكلير

## وصلات خارجية
- مقالات تستعمل روابط فنية بلا صلة مع ويكي بيانات
- رجل الماراثون على قاعدة بيانات الأفلام العربية
- رجل الماراثون على قاعدة بيانات الأفلام على الإنترنت
- رجل الماراثون على موقع أول موفي
- رجل الماراثون على موقع الطماطم الفاسدة